# IM투자증권
아이엠투자증권은 1982년 태평양투자금융으로 시작하여 1991년 증권업으로 전환하였으며 2015년 메리츠종합금융증권에 흡수합병되었다.

## 연혁
- 1982. 11 태평양투자금융(주) 설립
- 1991. 07 조흥증권으로 상호 변경
- 2000. 03 KGI증권으로 상호 변경
- 2008. 03 솔로몬투자증권으로 상호 변경
- 2012. 08 아이엠투자증권으로 상호 변경
- 2015. 06 메리츠종합금융증권에 흡수합병